# 岳辛
岳辛（1988年11月3日—），中國女演員、歌手、模特兒。

## 生平
曾在多个电视节目做嘉宾，拍过多个广告、当过多本杂志的模特儿，也演出过多部微电影。自出道以来凭借娇美的容貌和超好的展现力，获得众多读者和网友的喜爱和追捧，成功进入影视模特圈，是各大影视公司看好的新星。清纯的外表，素净而立体的五官，更是成为众多时装杂志和少女系杂志的御用模特儿。

## 戲劇作品

### 電影
- 《夏雪薇安之念念不忘》（2016年1月25日） - 飾演 夏雪
- 《黄金12宫》（2016年6月25日） - 飾演 岳心桐
- 《天使之翼》（2016年8月17日） - 飾演 天使安琪
- 《仙班校园2》（2016年8月19日） - 飾演 蓝采和
- 《盗盗盗非常道》（2016年10月28日） - 飾演 樊小华
- 《橫頭道》（2016年12月） - 飾演 妻子
- 《钟离凰》（2017年2月18日） - 飾演 钟离凰
- 《我的蛇精女友》（2017年1月17日） - 飾演 许仙
- 《318號公路》（2017年10月6日 华沙电影节） - 飾演 小加
- 《奇門遁甲》（2020年）-飾演霧隱門洛君

### 電視劇
- 《天盛長歌》（2018年9月14日 共70集） - 飾演 四翎

### 網劇
- 《發現者》（2016年2月1日 共6集） - 飾演 安安

### 公益短片
- 《运气巴士》（2016） （页面存档备份，存于）《运气巴士》是7位中国新生代导演共同参与的发现公益·红计划（2016）公益短片中的一部，所关注的主题是“公共安全”。 （页面存档备份，存于）

## 外部連結
微博：-岳辛- （页面存档备份，存于）
抖音ID：267343154 （页面存档备份，存于）